# Hakfals
Hakfals är en tvärgående fals vid skivtäckningar och bandtäckningar, även kallad tvärfals.
Fals är en benämning som används av byggnadsplåtslagare, de som arbetar med att få tak täta från nederbörd.
Enkelfals, dubbelfals, hakfals, tvärfals är namn på fogar av plåtar vid täckningar. En väggtäckning eller taktäckning av plåt består att ett antal plåtar som är sammanfogade av falser av olika typer som hakfals, tvärfals, ståndfals, inypningsfals m.m. i utförande av enkelfals eller dubbelfals.
Tekniken med fals används också ofta vid arbeten med bilplåt eller annan tunnplåt då man ska sammanfoga två plåtar. Till exempel för att byta skärmkanter på bilen. I motsats till byggnadsplåtslagaren, svetsar i allmänhet bilmekanikern ihop de två vid falsen sammangående plåtarna.